# 小林幸明
小林 幸明（こばやし よしあき、1972年6月17日 - ）は、ラジオ日本のアナウンサーである。山形県酒田市出身。世田谷区立経堂小学校、國學院大學久我山中学高等学校、横浜市立大学卒。
プロ野球実況を中心に競馬、競輪、競艇実況を除くスポーツ中継を担当。内藤博之と共に競馬中継を担当しないため、それ以外のスポーツ中継はほぼ一手に担当している。また編成局制作部主任として番組プロデューサーとしての顔も持つ。第33回(2012年)NNSアナウンス大賞 ラジオ部門大賞受賞。
趣味は食べ歩き。「オトナの情報マガジン」では"グルマン小林"の名で「ナウい!うまい!トレンディ!」というグルメ情報コーナーを担当。好きな食べ物は肉類。嫌いな食べ物は野菜全般。

## 担当番組
- ラジオ日本ジャイアンツナイター実況（ナイターインのみ。事前番組の｢プレーボールまで待ちきれない!」では、パーソナリティのギャオス内藤から｢おデブちゃん｣の愛称(?)で紹介される。2007年10月3日の試合（巨人対横浜戦、インターネット中継のみ）では一人で実況を担当した。）
  - オフもわいわいジャイアンツナイター(2012年度オフ：水曜日担当)
- 東京マラソンセンター実況(第2回、第4回、第6回)
- 全国高校野球選手権大会神奈川大会決勝戦　実況
- 応援ラジオ・どんまい!（野球中継の無い火曜～金曜　17:55～21:00）
- 水野雄仁のGスタジアム（月曜日20:00～20:30）
- THE BEATLES 10 - ビートルズニュース・アナウンサー

## 過去の担当番組
- オトナの情報マガジン（2009年度木曜日レギュラー）
- サンデー・サウンド・スポーツ（日曜日　18:00～20:00）
- 全国高等学校サッカー選手権大会決勝戦（～2010年・2013年[3]）
- 水野雄仁のサンデージャイアンツプライド（日曜日18:00～）
- くず哲也のコバヤシラジオ（2011ナイターオフ：火～木曜日18:30～21:00）
- 横浜国際女子駅伝